# 나디아 알리
나디아 알리(우르두어: نادیہ علی, 영어: Nadia Ali, 1980년 8월 3일 ~ )는 미국의 싱어송라이터이다.